# Susan M. Gordon
Susan M. Gordon, també anomenada Sue Gordon (Knoxville, Tennessee) és una exagent dels serveis d'Intel·ligència estatunidenca. D'ençà de 1980, va formar part de la CIA, abans d'esdevenir l'1 de gener del 2015 directora de l'Agència Nacional d'Intelligència Geoespacial (NGA). Va servir després com a Directora principal dels serveis nacionals estatunidencs d'intel·ligència fins a la seva dimissió el 15 d'agost del 2019.